# Amphenol

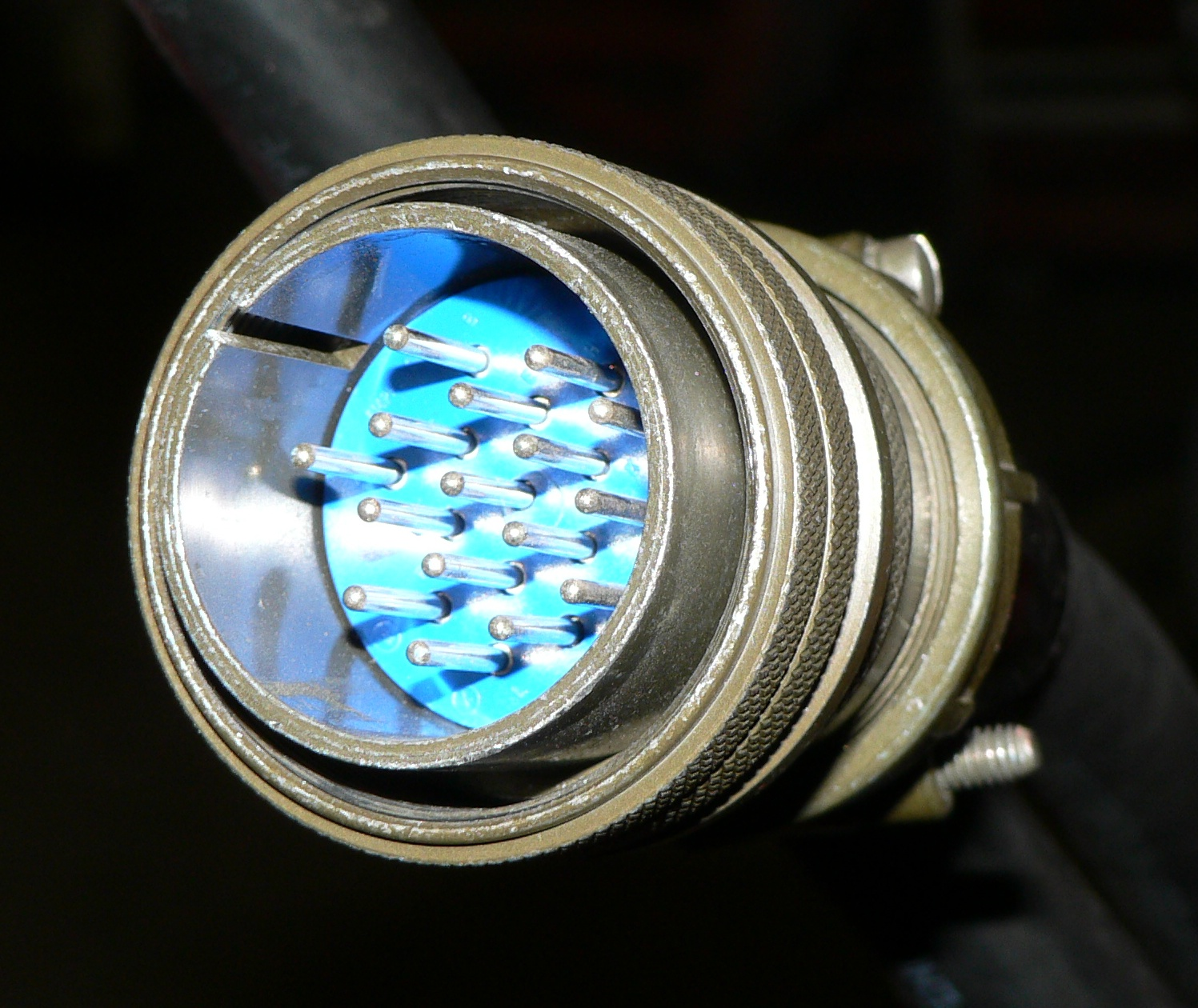
Un connecteur 16 broches d'Amphenol.

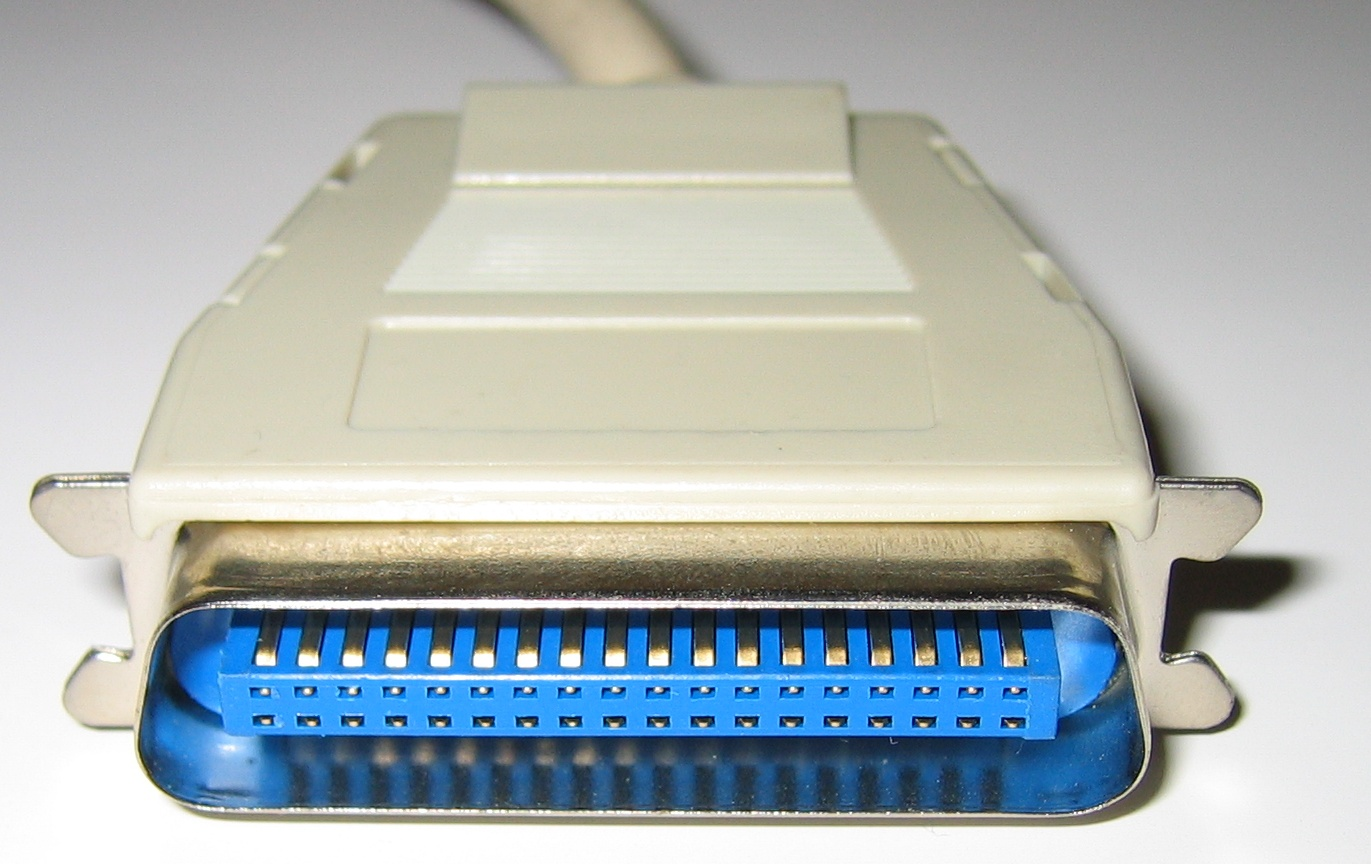
Un connecteur Micro ruban 36 broches inventé conjointement par Amphenol et les laboratoires Bell.

Amphenol Corporation est un fabricant américain de connecteurs, de câbles et de systèmes d'interconnexion.
Amphenol se classait en 2023 au 68e rang mondial pour la production d'armement.

## Historique
L'entrepreneur Arthur J. Schmitt fonde en 1932 l'American Phenolic Corporation à Chicago. Plus tard, la société sera renommée par contraction Amphenol. Son premier produit est un support de tube électronique moulé en bakélite isolante, plus facile à travailler que la céramique utilisée alors. Suivant l'essor de la radio, l'entreprise propose bientôt des connecteurs pour microphones. Amphenol s'est ensuite considérablement élargie au cours de la Seconde Guerre mondiale, lorsque la société est devenue en Amérique du Nord le principal fabricant de connecteurs et la seule à proposer du câble coaxial à destination de l'aviation militaire. De nouveaux débouchés verront le jour avec le développement de la téléphonie et de la télévision auprès du grand public. L'entreprise est pour la première fois listée au NYSE en 1957. De 1967 à 1982, elle faisait partie de la Bunker Ramo Corporation. En 2010, la société se lancera dans une sérieuse politique d'acquisitions en absorbant une cinquantaine de ses concurrents sur 10 ans.
En 1986, Socapex, fabricant français de connecteurs et de systèmes d'interconnexion basé à Thyez, est racheté par Amphenol.
En 2001, Amphenol rachète Air LB, une entreprise française spécialisée dans la conception et la fabrication de connecteurs électriques utilisés principalement dans l’aéronautique civile et militaire, qui est renommée Amphenol Air LB France pour l’occasion et basée à Carignan (Ardennes). La filiale allemande d’Air LB est également rachetée et devient une société-sœur à part entière, Amphenol Air LB GmbH, basée à Sarrelouis.
En 2004, Amphenol acquiert FILEC, société Française basée à Airvault. Cette entreprise est spécialisée dans la conception et la fabrication de câblage électrique pour l'automobile, elle possède de nombreux sites de production à l'étranger.
En février 2008, Amphenol acquiert Sefee, un fabricant d'électronique situé à Saint-Affrique dans l'Aveyron.
En 2013, Amphenol acquiert pour 318 millions de dollars les activités « Sondes/Capteurs » de General Electric. En 2014, Amphenol acquiert pour 450 millions de dollars, Casco Automotive Group, une société d'ingénierie dans la connectique et l'énergie.
En 2015, Amphenol acquiert le groupe Danois PROCOM A/S, fabricant d'antennes, filtres et combiners pour professionnels et radioamateurs.
En janvier 2016, Amphenol finalise l'acquisition de FCI Asia, une entreprise singapourienne de connectique possédant 7 400 employés, pour 1,28 milliard de dollars .
En juillet 2016, Amphenol acquiert Auxel-FTG, une société spécialisée dans les équipements électriques et les busbars de puissance. Cette entreprise présente sur le marché mondial possède 4 sites de production : France (Auxel), Allemagne (FTG), Chine (AFS), et Inde.
En août 2025, Amphenol annonce l'acquisition des activités de câbles et de connectivité de CommScope pour 10,5 milliards de dollars.

## Activité
En 2010, les recettes d'Amphenol se sont établies à 3,55 milliards de dollars. L'entreprise vend des produits à destination des différents marchés de l'électronique y compris militaire, aérospatiale, industrielle, informatique, automobile, des télécommunications ainsi que dans le domaine de la large bande audio professionnelle. Plus de 60 sites de production liés à l'entreprise sont répartis à travers le monde. Son actuel président est R. Adam Norwitt.
Le siège d'Amphenol est situé à Wallingford, Connecticut. La plus grande division de Amphenol est Amphenol Aerospace (anciennement Bendix Corporation (en)) à Sidney, New York. C'est le lieu de naissance du connecteur cylindrique D38999.
Une autre division de Amphenol, lancée en décembre 2006, est spécialisée dans la distribution d'assemblages de câbles standard via leur espace e-commerce. Ils vendent une grande quantité de composants de type audio, vidéo, informatique ainsi que de câbles réseaux. Leurs bureaux sont situés à New York, en Californie, en Floride et en Chine.